# Aleksander Ivanovič Talizin
Aleksander Ivanovič Talizin (rusko Алекса́ндр Ива́нович Талы́зин), ruski general, * 1777, † 1847.
Bil je eden izmed pomembnejših generalov, ki so se borili med Napoleonovo invazijo na Rusijo; posledično je bil njegov portret dodan v Vojaško galerijo Zimskega dvorca.

## Življenje
Rodil se je vodniku Preobraženskega polka. 1. januarja 1793 je kot zastavnik vstopil v Izmailovski polk. 3. marca 1801 je bil povišan v polkovnika. Med bitko narodov je bil ranjen, tako da je bil 1. novembra 1806 upokojen s činom generalpolkovnika.
21. aprila 1808 je bil ponovno vpoklican in dodeljen moskovski obrambi, kjer je organiziral in poveljeval 2. lovskemu polku. Leta 1813 je postal poveljnik 2. brigade 7. pehotne divizije in 13. septembra 1816 je postal poveljnik 3. brigade 17. pehotne divizije; 11. februarja 1817 je postal poveljnik celotne divizije.
Upokojil se je 28. oktobra 1817; do smrti je živel v Moskvi.